# Tuisto

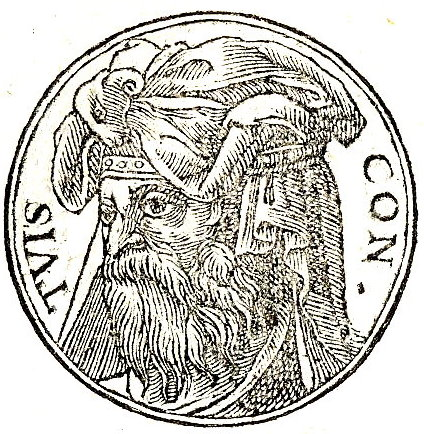

Tuisto est le premier dieu des Germains, selon Tacite, qui, dans La Germanie, évoque les croyances des peuples germaniques au Ier siècle :
« [Les Germains] célèbrent en d'antiques poèmes [...] le dieu Tuisto né de la terre et son fils Mannus ancêtre de leur nation ; ils attribuent à Mannus trois fils, les fondateurs, dont les riverains de l'Océan ont pris leur nom d'Ingaevones, les peuples du centre ceux d'Hermiones, et les autres d'Istaevones. »
—Tacite, La Germanie (II), traduction de Jacques Perret
La succession père-fils-trois fils évoque celle qui apparaît dans la cosmogonie nordique, avec Búri-Burr-Odin/Vili/Vé. Tuisto a surtout été rapproché du géant Ymir : ce sont des êtres primitifs, et leur nom est comparable, chacun contenant l'idée de dualité.

## Étymologie
Tuisto, est généralement rapproché de la racine proto-germanique *twai « deux » et de son dérivé *twis- « deux fois » ou « doublé », donnant ainsi à Tuisto un noyau signifiant « double ».